# Щаблі демократії
Щаблí демокрáтії — український чорно-білий документальний фільм, відзнятий режисером Георгієм Шкляревським на Українській студії хронікально-документальних фільмів у 1992 році. Яскравий зразок критичної школи української документалістики (1987 — 1995).

## Опис
Фільм демонструє різні публічні масові акції, що відбувалися в Києві з вересня 1989 р. до вересня 1992 року. Стрічка не має закадрового коментаря і є колажем репортажних кадрів, змонтованих у хронологічній послідовності. Фільм віддзеркалює особливості трансформації українського радянського суспільства на суспільство незалежної держави. Перші сцени картини фіксують піднесення демократичних масових рухів у Києві, насамперед Народного руху України та його акцій у публічному просторі, що проходили здебільшого під національними гаслами. Однак протягом 1991 року, одночасно з виникненням незалежної України, ситуація докорінно змінюється – суспільна фрустрація зростає, вуличні акції стають усе більш радикальними та соціально спрямованими, а невдовзі переростають в апатичне незадоволення новим суспільним ладом.

## Знімальна група
- Режисер: Георгій Шкляревський;
- Автори сценарію: Василь Бондар, Георгій Шкляревський;
- Оператори: Віктор Кріпченко (у титрах Крипченко), Ігор Писанко, Андрій Онопрієнко (у титрах — Оноприєнко), Володимир Таранченко, Олександр Радинський;
- Звукооператор: Лев Рязанцев;
- Редактор: Наталя Ільченко;
- Монтаж: Н. Кузнєцової;
- Музичне оформлення: О. Сметани;
- Директор фільму: М. Равикович.

## Фільм на DVD
«Щаблі демократії» вийшов на DVD у 2013 році у рамках збірки «Щаблі демократії. Критична школа української документалістики 1987–1995». До неї увійшли п'ять фільмів. Окрім, власне, «Щаблів демократії», туди увійшли: «Завтра свято» (1987) та «Дах» (1989) Сергія Буковського, а також «Стіна» (1988) та «Прощавай, кіно!» (1995) Ізраїля Гольдштейна. Збірку було презентовано 26 березня 2014 року в рамках 11-го Міжнародного фестивалю документального кіно про права людини Docudays UA.